# Æthelwalh

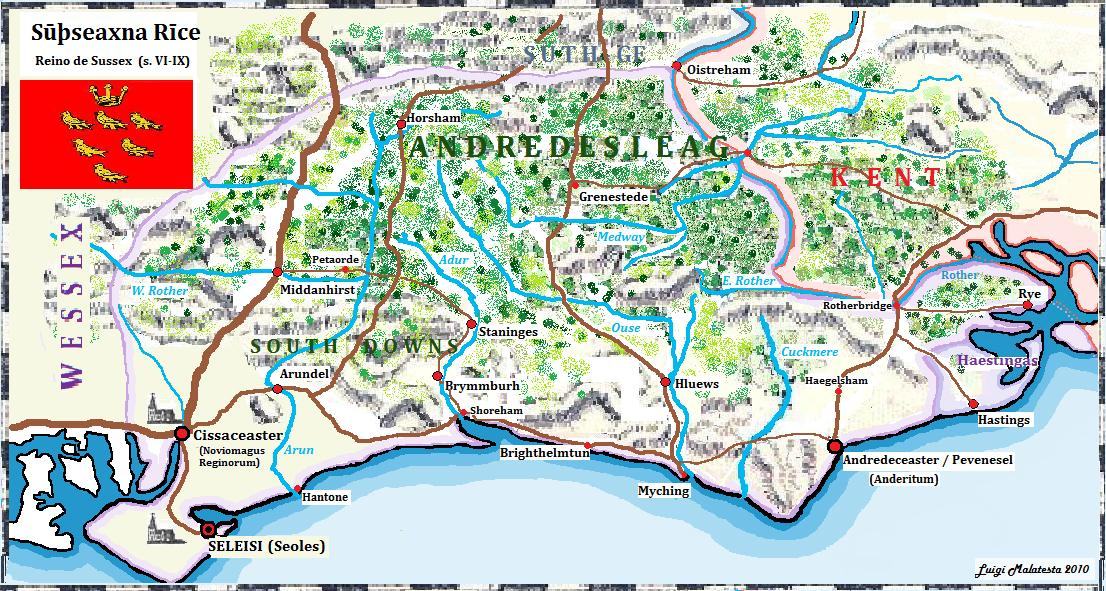
Sussex in angelsächsischer Zeit

Æthelwalh (auch Aethelwalh, Aedilualch, Aethelwalch, Aþelwold, Æðelwold, Æþelwald; † um 682) war gegen Ende des 7. Jahrhunderts König des angelsächsischen Kleinreiches Sussex.

## Leben
Zur Geschichte von Sussex wurden in den Quellen zum 6. und frühen 7. Jahrhundert keine Angaben gemacht, sodass über Æthelwalhs direkte Vorgänger nichts bekannt ist. Auch über Æthelwalhs Herkunft gibt es keine Informationen.
Wulfhere von Mercia unternahm um 660 einen erfolgreichen Feldzug gegen die von Jüten besiedelte Isle of Wight und das zu Wessex gehörende Meonwara (Tal des Flusses Meon, südöstliches Hampshire). Beide provinciae (Provinzen), die zuvor eine „Pufferzone“ zwischen Sussex und Wessex bildeten, unterstellte er Æthelwalh, der ihn wohl als Oberkönig anerkannte. Um das Jahr 661 ließ sich Æthelwalh auf Veranlassung des Königs Wulfhere, der auch sein Taufpate war, in Mercia zum Christentum bekehren. Sogleich wurde mit der Missionierung der Isle of Wight begonnen. Æthelwalh war mit Eaba (auch Eafe, Ebba), der christlichen Tochter des Königs Eanfrith von Hwicce vermählt, die um 681 als regina (Königin) erwähnt wurde.
Die Bekehrung der Bevölkerung zum Christentum geschah offenbar trotz der Nachbarschaft zu Canterbury recht spät, als die meisten anderen angelsächsischen Königreiche schon seit zwei Generationen christlich waren. In Bosham (Westsussex) gab es zwar ein kleines Kloster, in dem der Mönch Dícuill mit fünf oder sechs Brüdern lebte, doch hielt die Bevölkerung zunächst am „alten Glauben“ fest. Um 681 kam der verbannte Bischof Wilfrid nach Sussex und missionierte dort mit großem Erfolg. Æthelwalh stellte ihm umfangreiche Ländereien zur Gründung des Klosters Selsey Abbey zur Verfügung. Auch der Bischofssitz in Selsey wurde zu dieser Zeit errichtet. Um 682 überfiel Caedwalla, ein verbannter Angehöriger des Königshauses von Wessex, mit seinem Heer Sussex. Æthelwalh fiel während der Kämpfe und Sussex wurde geplündert. Scheinbar setzte Caedwalla Ecgwald, dessen Herkunft unbekannt ist, als subregulus (Unterkönig) in Sussex ein. Den Kampf gegen die Eroberer aus Wessex setzten daraufhin Æthelwalhs Ealdormen Berthun und Andhun fort.